# 30305 Severi
30305 Severi è un asteroide della fascia principale. Scoperto nel 2000, presenta un'orbita caratterizzata da un semiasse maggiore pari a 2,8385690 au e da un'eccentricità di 0,0890838, inclinata di 2,85713° rispetto all'eclittica.
L'asteroide è dedicato al matematico italiano Francesco Severi.